# Championnats panarabes d'athlétisme
Les Championnats panarabes d'athlétisme sont une compétition biennale en plein air organisée par l'Union arabe d'athlétisme qui désigne un champion arabe pour chaque discipline majeure de l'athlétisme. Les premiers Championnats arabes ont eu lieu en 1977 à Damas, la 18e édition s'est déroulée en 2013 à Doha, au Qatar. Les compétitions féminines ont été admises à partir de la 2e édition, alors que pour la 10e édition, elles ont été séparées des compétitions masculines.

## Éditions
| N° | Édition   | Ville        | Pays                  | Date                                       | Pays vainqueur                                    | 2ème            | 3ème            |
| -- | --------- | ------------ | --------------------- | ------------------------------------------ | ------------------------------------------------- | --------------- | --------------- |
| 1  | 1977      | Damas        | Syrie                 | 27 - 30 septembre                          | Irak                                              | Tunisie         | Syrie           |
| 2  | 1979      | Bagdad       | Irak                  | 23 - 26 octobre                            | Irak                                              | Tunisie         | Libye           |
| 3  | 1981      | Tunis        | Tunisie               | 21 - 24 août                               | Maroc                                             | Algérie         | Tunisie         |
| 4  | 1983      | Amman        | Jordanie              | 19 - 22 août                               | Algérie                                           | Tunisie         | Irak            |
| 5  | 1987      | Alger        | Algérie               | 6 - 9 juillet                              | Algérie                                           | Maroc           | Égypte          |
| 6  | 1989      | Le Caire     | Égypte                | 2 - 5 octobre                              | Algérie                                           | Maroc           | Égypte          |
| 7  | 1991      | Lattaquié    | Syrie                 | 1er - 4 octobre                            | Syrie                                             | Égypte          | Qatar           |
| 8  | 1993      | Lattaquié    | Syrie                 | 24 - 27 septembre                          | Qatar                                             | Égypte          | Syrie           |
| 9  | 1995      | Le Caire     | Égypte                | 26 - 28 août                               | Maroc                                             | Qatar           | Tunisie         |
| 10 | 1997-1998 | Taïf Damas   | Arabie saoudite Syrie | 10 - 12 septembre 1997 et 25-27 juin 1998. | Qatar (Hommes) et Égypte (dames) Égypte (globale) | Qatar           | Arabie saoudite |
| 11 | 1999      | Beyrouth     | Liban                 | 21 - 24 octobre                            | Égypte                                            | Qatar           | Arabie saoudite |
| 12 | 2001      | Damas        | Syrie                 | 2 - 5 octobre                              | Qatar                                             | Tunisie         | Égypte          |
| 13 | 2003      | Amman        | Jordanie              | 5 - 9 septembre                            | Algérie                                           | Qatar           | Égypte          |
| 14 | 2005      | Radès        | Tunisie               | 15 - 18 septembre                          | Tunisie                                           | Bahreïn         | Soudan          |
| 15 | 2007      | Amman        | Jordanie              | 18 - 21 mai                                | Maroc                                             | Arabie saoudite | Bahreïn         |
| 16 | 2009      | Damas        | Syrie                 | 6 - 9 octobre                              | Maroc                                             | Bahreïn         | Égypte          |
| 17 | 2011      | Al-Aïn       | Émirats arabes unis   | 26 - 29 octobre                            | Maroc                                             | Égypte          | Bahreïn         |
| 18 | 2013      | Doha         | Qatar                 | 21 - 24 mai                                | Maroc                                             | Algérie         | Bahreïn         |
| 19 | 2015      | Madinat 'Isa | Bahreïn               | 24 - 27 avril                              | Bahreïn                                           | Maroc           | Qatar           |
| 20 | 2017      | Radès        | Tunisie               | 15 - 18 juillet                            | Maroc                                             | Tunisie         | Algérie         |
| 21 | 2019      | Le Caire     | Égypte                | 5 - 8 avril                                | Bahreïn                                           | Maroc           | Égypte          |
| 22 | 2021      | Radès        | Tunisie               | 16 - 20 juin                               | Maroc                                             | Tunisie         | Algérie         |
| 23 | 2023      | Marrakech    | Maroc                 | 20 - 24 juin                               | Maroc                                             | Égypte          | Qatar           |
| 24 | 2025      | Oran         | Algérie               | 30 avril - 4 mai                           | Algérie                                           | Tunisie         | Égypte          |

## Records des championnats
| Discipline                        | Hommes                                                                                        | Performance                | Date      | Femmes                      | Performance    | Date      |
| --------------------------------- | --------------------------------------------------------------------------------------------- | -------------------------- | --------- | --------------------------- | -------------- | --------- |
| 100 m                             | Femi Ogunode                                                                                  | 10 s 19                    | 2023      | Dana Hussain                | 11 s 24        | 2021      |
| 200 m                             | Abdelaziz Atafi                                                                               | 20 s 32                    | 2025      | Dana Hussain                | 22 s 51        | 2021      |
| 400 m                             | Abdelalelah Haroun                                                                            | 44 s 68                    | 2015      | Muna Jabir Adam             | 53 s 11        | 2007      |
| 800 m                             | Abubaker Kaki Musaab Abdulrahman Balaa                                                        | 1 min 45 s 9 1 min 45 s 90 | 2007 2013 | Janzab Shumi Regaza         | 2 min 3 s 13   | 2011      |
| 1 500 m                           | Sadik Mikhou                                                                                  | 3 min 31 s 81              | 2021      | Maryam Yusuf Jamal          | 4 min 10 s 31  | 2005      |
| 5 000 m                           | Ayanleh Souleiman                                                                             | 13 min 17 s 97             | 2015      | Betlhem Desalegn            | 15 min 48 s 59 | 2013      |
| 10 000 m                          | Ali Hasan Mahboob                                                                             | 28 min 16 s 01             | 2009      | Alia Saeed Mohammed         | 32 min 16 s 97 | 2015      |
| Semi-marathon                     | Mustafa Ahmed Shebto                                                                          | 1 h 2 min 21 s             | 2007      | Eunice Kirwa                | 1 h 11 min 2 s | 2015      |
| 110 m haies (h) 100 m haies (f)   | Yaqoub Mohamed al-Youha                                                                       | 13 s 58                    | 2023      | Nezha Bidouane              | 13 s 44        | 1995      |
| 400 m haies                       | Abderrahman Samba                                                                             | 48 s 77                    | 2025      | Noura Ennadi                | 54 s 98        | 2023      |
| 3 000 m steeple                   | Khamis Abdullah Saifeldin                                                                     | 8 min 14 s 38              | 2001      | Ruth Jebet                  | 9 min 39 s 61  | 2015      |
| 4 × 100 m                         | Arabie saoudite                                                                               | 39 s 08                    | 2023      | Maroc                       | 46 s 04        | 2023      |
| 4 × 400 m                         | Arabie saoudite Saleh Al-Seaidan Hashem Al-Shourafa Mohammed Al-Bishi Hadi Soua'an Al-Somaily | 3 min 4 s 29               | 1995      | Bahreïn                     | 3 min 36 s 77  | 2015      |
| 20 km marche (h) 10 km marche (f) | Hassanine Sebei                                                                               | 1 h 26 min 13 s            | 2007      | Imen Saii                   | 45 min 39 s 55 | 2023      |
| Saut en hauteur                   | Mutaz Essa Barshim                                                                            | 2,30 m                     | 2013      | Rhizlane Siba               | 1,84 m         | 2021      |
| Saut à la perche                  | Seifeldin Abdelsalam                                                                          | 5,62 m                     | 2025      | Syrine Balti                | 4,10 m         | 2013 2015 |
| Saut en longueur                  | Hatem Mohamed Mersal                                                                          | 8,15 m                     | 1999      | Ghada Shouaa                | 6,64 m         | 1995      |
| Triple saut                       | Salem Al-Ahmadi                                                                               | 17,00 m                    | 1997      | Yamilé Aldama               | 14,35 m        | 2007      |
| Lancer du poids                   | Abdelrahman Mahmoud                                                                           | 21,15 m                    | 2021      | Souad Malloussi             | 15,90 m        | 1987      |
| Lancer du disque                  | Omar Ahmed El Ghazaly                                                                         | 63,66 m                    | 2007      | Monia Kari                  | 54,61 m        | 2005      |
| Lancer du marteau                 | Ali Al-Zinkawi                                                                                | 79,27 m                    | 2011      | Rawan Ayman Ibrahim Barakat | 63,47 m        | 2023      |
| Lancer du javelot                 | Ihab Abdelrahman el-Sayed                                                                     | 80,72 m                    | 2015      | Hanaa Ramadhan Omar         | 56,09 m        | 2009      |
| Décathlon (h) Heptathlon (f)      | Mohamed Jassem Al-Qaree                                                                       | 7 642 pts                  | 2009      | Nada Chroudi                | 5 595 pts      | 2023      |

## Bilan général (1977-2023)
| Rang  | Nation              | Or  | Argent | Bronze | Total |
| ----- | ------------------- | --- | ------ | ------ | ----- |
| 1     | Maroc               | 147 | 141    | 109    | 397   |
| 2     | Algérie             | 128 | 107    | 99     | 334   |
| 3     | Égypte              | 127 | 140    | 113    | 380   |
| 4     | Qatar               | 107 | 76     | 72     | 255   |
| 5     | Tunisie             | 106 | 75     | 75     | 256   |
| 6     | Bahreïn             | 74  | 71     | 47     | 192   |
| 7     | Arabie saoudite     | 58  | 67     | 65     | 190   |
| 8     | Iraq                | 47  | 57     | 45     | 149   |
| 9     | Koweït              | 46  | 32     | 54     | 132   |
| 10    | Syrie               | 38  | 72     | 86     | 196   |
| 11    | Soudan              | 32  | 33     | 28     | 93    |
| 12    | Liban               | 16  | 22     | 32     | 70    |
| 13    | Oman                | 10  | 19     | 25     | 54    |
| 14    | Émirats arabes unis | 8   | 17     | 8      | 33    |
| 15    | Jordanie            | 7   | 16     | 43     | 66    |
| 16    | Libye               | 6   | 7      | 9      | 22    |
| 17    | Djibouti            | 4   | 5      | 7      | 16    |
| 18    | Somalie             | 1   | 0      | 1      | 2     |
| 19    | Palestine           | 0   | 1      | 7      | 8     |
| 20    | Yémen               | 0   | 0      | 1      | 1     |
| 21    | Mauritanie          | 0   | 0      | 0      | 0     |
| 21    | Comores             | 0   | 0      | 0      | 0     |
| Total | Total               | 964 | 989    | 944    | 2897  |